# Eduard Brenner (Politiker)
Eduard Brenner (gest. nach 1918) war ein deutscher Soldat und von November 1918 bis Januar 1919 bayerischer Abgeordneter.
Brenner war 1918 Mitglied des bayerischen Landessoldatenrats und wurde von diesem in den Provisorischen Nationalrat in Bayern entsandt. Brenner diente als Soldat im I. Armee-Korps der Bayerischen Armee. Von Brenner ist wenig bekannt, er hat in Augsburg gewohnt.
Ein Eduard Brenner aus Geisenried diente im 4. Landsturm-Infanterie-Bataillon Augsburg (I B 12) und wurde zuletzt im November 1918 in das Landsturm-Infanterie-Ersatz-Bataillon Augsburg (I B 18) versetzt.
Ein anderer Eduard Brenner des 20. Infanterie-Regiments stammte aus Kohlhunden. Er wurde im Sommer 1916 leicht verwundet und im August 1917 als „dienstunbrauchbar“ entlassen.